# Sloop-of-war

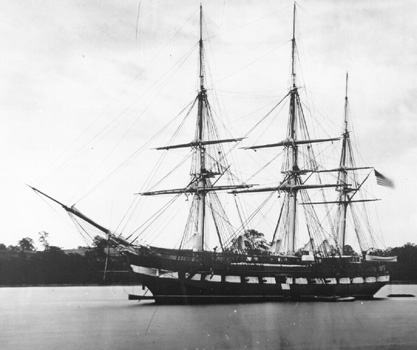
La USS Constellation de 1854, una tardía sloop-of-war (corbeta), llamada así en honor de la fragata original Constellation. Actualmente se conserva como buque museo.

Sloop-of-war ("balandra de guerra" en español [cita requerida]), que no debe confundirse con sloop ("balandra" en español), fue un término empleado por la Royal Navy durante el siglo XVIII y la mayor parte del siglo XIX para describir un navío de guerra con una sola cubierta de artillería y armado con hasta 18 cañones. El sistema de clasificación abarcaba todos los navíos armados con 20 cañones y más; por lo cual este término comprendía todos los navíos de guerra no clasificados, inclusive los diminutos bergantines armados y los cúteres. En términos técnicos, hasta los más especializados buques bombarda y brulotes eran clasificados como sloop-of-war, en la práctica siendo empleados como balandras de guerra cuando no llevaban a cabo sus funciones específicas. 
También fue empleado por la Armada de los Estados Unidos para definir a las "corbetas" (ship-sloops), buques de tres mástiles parecidos a fragatas aunque de menor porte y dimensiones. Terminadas las guerras Napoleónicas, se sustituyó en la Armada británica el término sloop-of-war por el de corvette (corbeta).
En la Primera Guerra Mundial y la Segunda Guerra Mundial, la Royal Navy reutilizó el término sloop para navíos especializados en la defensa de convoyes, inclusive las clase Flower de la Primera Guerra Mundial y las muy exitosas clase Black Swan de la Segunda Guerra Mundial, con armamento antiaéreo y antisumarino. Llevaron a cabo tareas parecidas a las de los destructores de escolta estadounidenses, así como tareas similares a las pequeñas corbetas de la Royal Navy.

## Aparejo bélico
A diferencia de las balandras civiles (que tenían un solo palo y llevaban aparejo de cúter, con una vela cangreja), las balandras de guerra solían ser muy diferentes. 
En la primera mitad del siglo XVIII, la mayoría de balandras de guerra eran navíos de dos palos y su aparejo era de queche o de esnón (snow en inglés). Un queche tiene un palo mayor y un palo de mesana. Un esnón tiene un palo mayor y un palo de trinquete.

### Balandras con aparejo de barco
Las primeras balandras de tres palos y aparejo de vela cuadra, aparecieron durante la década 1740. Desde mediados de la década de 1750, casi todas las balandras se construyeron con aparejo de tres palos. El tercer palo le ofrecía una mayor velocidad a la balandra, además de poder navegar en reversa.

### Balandras con aparejo de bergantín

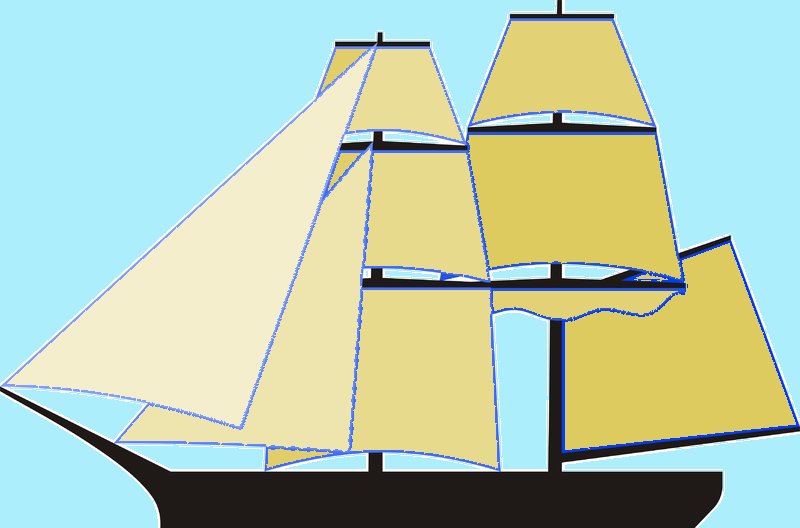
Configuración típica de una balandra con aparejo de bergantín.

En la década de 1770 resurgieron las balandras de guerra de dos palos, esta vez aparejadas como bergantines, sucediendo a las balandras de guerra con aparejo de esnón. Las balandras con aparejo de bergantín tenían dos palos, mientras que aquellas con aparejo de barco seguían teniendo tres palos (ya que un bergantín es una embarcación de dos palos con velas cuadras y en aquella época un barco solo tenía tres palos).
Durante las Guerras Napoleónicas, Gran Bretaña construyó grandes cantidades de balandras clase Cruizer (18 cañones) y clase Cherokee (10 cañones). El aparejo de bergantín era económico en lo que a tripulantes respecta (un importante factor dada la crónica escasez de marineros entrenados debido a las exigencias de la guerra) y cuando estaban armadas con carronadas (de 32 libras en las clase Cruizer y de 18 libras en las clase Cherokee), tenían la mayor proporción de potencia de fuego por tonelaje de cualquier buque de la Royal Navy (aunque con el corto alcance de la carronada). Las carronadas también precisaban menos sirvientes que los cañones largos usualmente empleados para armar a las fragatas. En consecuencia, las balandras clase Cruizer eran empleadas con frecuencia como un sustituto más barato y económico de las fragatas, en situaciones donde la navegación a larga distancia de la fragata no era necesaria. Sin embargo, una balandra armada con carronadas estaría a merced de una fragata armada con cañones largos, que maniobraría para explotar el mayor alcance de su artillería. La otra limitación de las balandras con aparejo de bergantín, al contrario de los barcos postales y fragatas, era su bodega relativamente estrecha para almacenar agua y provisiones, que las hacía menos adecuadas para misiones a larga distancia. Sin embargo, su pequeño calado las hacía excelentes para atacar barcos de cabotaje y bases costeras.   

### Balandras de Bermuda

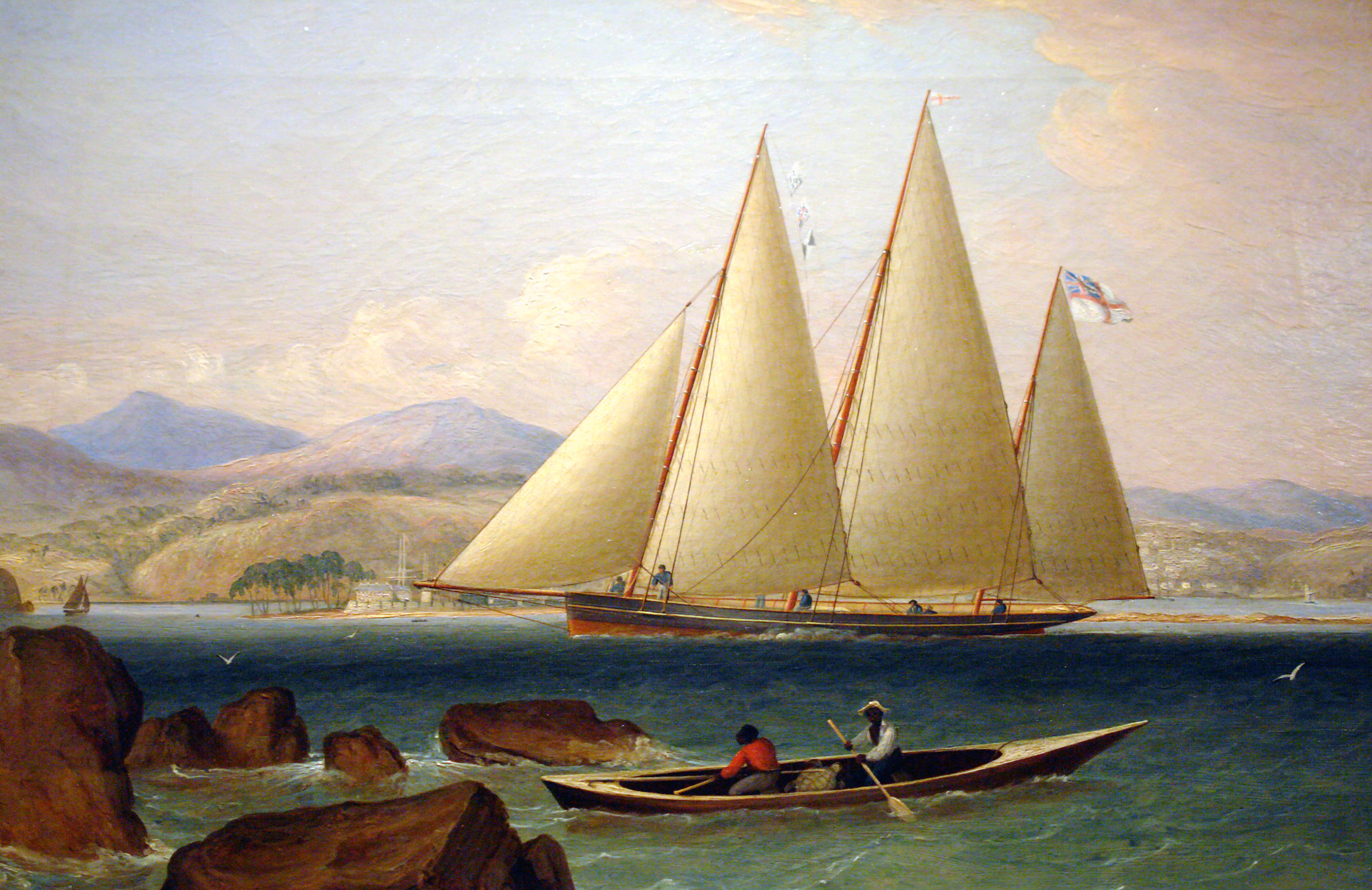
Balandra de guerra británica de tres palos y velas bermudianas, entrando en un puerto de las Indias Occidentales. Pintura de 1831.

La Royal Navy también utilizó ampliamente la balandra de Bermuda, tanto como un crucero contra corsarios franceses, tratantes de esclavos y contrabandistas, además de aviso estándar, que transportaba correspondencia, personas y materiales de vital importancia, y efectuaba reconocimientos para las flotas.
Las balanadras de Bermuda llevaban velas cangrejas, combinaciones de velas cangrejas y velas cuadras o velas bermudianas. Eran construidas con hasta tres palos. Los barcos de un solo palo tenían velas enormes que contenían una tremenda energía eólica, que los hacían difíciles de navegar y precisaban grandes tripulaciones de marineros experimentados. La Royal Navy prefería las versiones con varios palos, ya que su perene escasez de marineros a fines del siglo XVIII y el insuficiente entrenamiento que recibía su personal (especialmente en el Atlántico Occidental, ya que se daba prioridad a las continuas guerras con Francia por el control de Europa). Las largas cubiertas de los navíos con varios palos también tenían la ventaja de permitir llevar más cañones. 

## Clasificación
Originalmente, una balandra de guerra era más pequeña que una fragata de vela y estaba (a causa de sus pocos cañones) fuera del sistema de clasificación de la Royal Navy. En general, una balandra de guerra estaría bajo el mando de un Comandante en lugar de un Capitán, aunque en la rutina diaria el oficial al mando de cualquier buque de guerra sería llamado Capitán.
Una balandra con aparejo de barco era generalmente el equivalente de la más pequeña corbeta de la Armada francesa (aunque el término francés también abarcaba barcos con hasta 24 cañones, que eran clasificados como barcos de puesto en la sexta clase de la Royal Navy). Posteriormente también se aplicó el nombre de corbeta a los buques británicos, pero no hasta la década de 1830.
El uso estadounidense del término, aunque similar a la terminología naval británica de inicios del siglo XIX, gradualmente divergió. Hacia 1825, la Armada de los Estados Unidos empleaba "balandra de guerra" para describir un buque de guerra con cubierta corrida, aparejo de barco y todos su armamento en la cubierta de cañones; estos podían tener hasta 26 cañones y se sobreponían a las "fragatas de tercera clase", el equivalente de los barcos de puesto británicos. Los estadounidenses también empleaban a veces el término de origen francés "corbeta".

## Historia

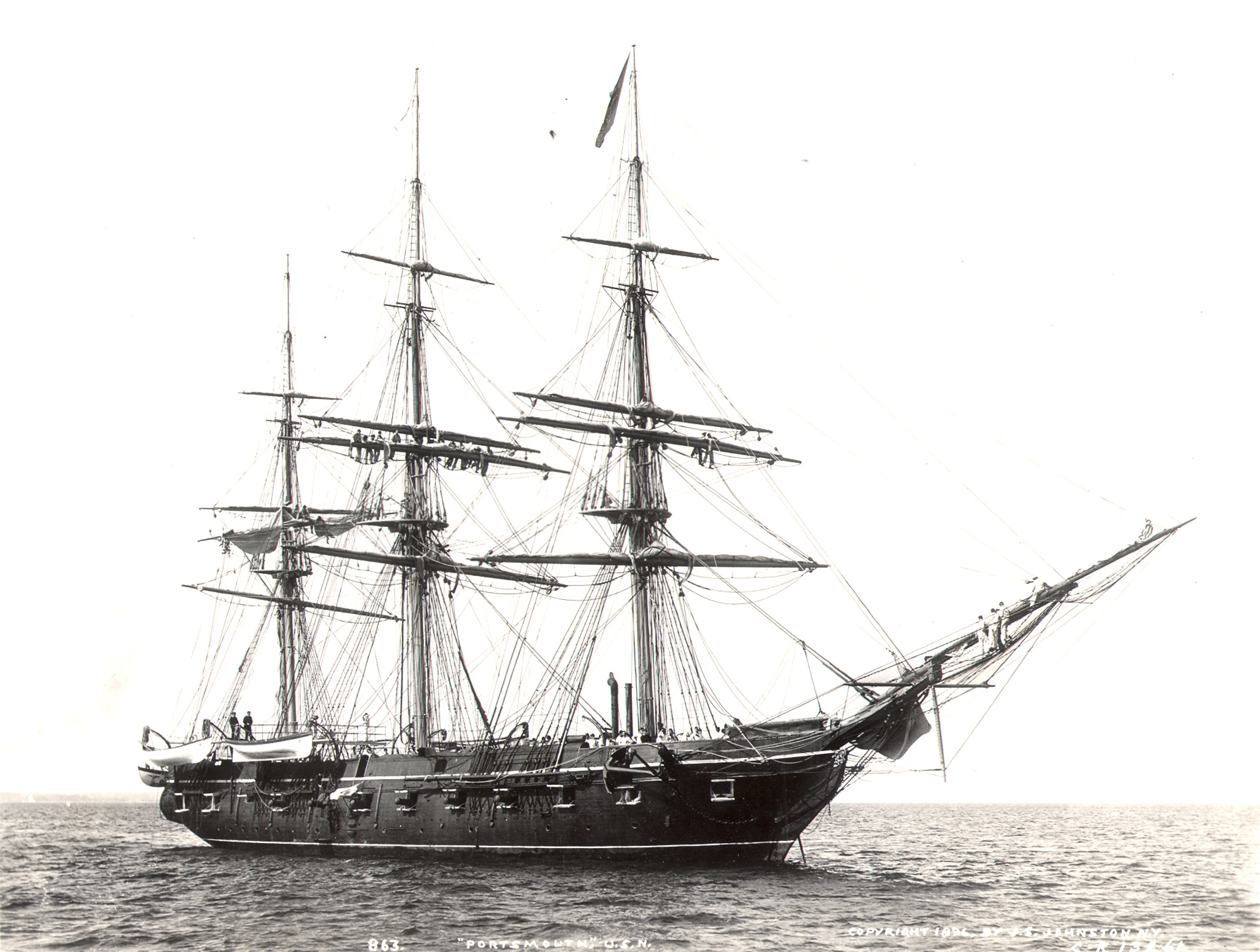
La USS Portsmouth en 1896.

En la Royal Navy, la balandra de guerra evolucionó en un navío sin clasificación con una sola cubierta de cañones y tres palos, dos con velas cuadras y el palo más a popa con aparejo proa-popa (las corbetas tenían tres palos, todos ellos con velas cuadras). Las balandras de vapor tenían una división transversal de sus carboneras, a fin de que la división inferior se vaciase primero, para mantener un nivel de protección ofrecido por el carbón en la división superior de la carbonera a lo largo de la línea de flotación.
Durante la guerra anglo-estadounidense de 1812, las balandras de guerra de la Armada de los Estados Unidos se desempeñaron bien contra sus equivalentes de la Royal Navy. Los buques estadounidenses tenían la ventaja de llevar aparejo de barco en lugar de aparejo de bergantín, una diferencia que incrementaba su maniobrabilidad. También eran más grandes y estaban mejor armados. Las balandras de guerra británicas con aparejo de bergantín clase Cruizer eran particularmente vulnerables al enfrentarse a una balandra de guerra estadounidense.

### Declive
En la segunda mitad del siglo XIX, las sucesivas generaciones de cañones navales se volvieron más grandes y con la aparición de las balandras de vapor, tanto de ruedas de paletas como de hélice, para la década de 1880 incluso los buques de guerra más poderosos tenían menos de una docena de cañones de gran calibre y por lo tanto eran técnicamente balandras. Como el antiguo sistema de clasificación ya no era un indicador fiable del poder de combate de un buque de guerra, fue abolido junto con los términos de balandra, corbeta y fragata. Se volvió usual un sistema de clasificación basado en el papel del buque de guerra, tales como crucero y acorazado.

### Reaparición
Durante la Primera Guerra Mundial, el término de balandra fue resucitado por la Royal Navy para describir a pequeños buques de guerra que no estaban destinados a desplegarse con las flotas. Los ejemplos incluyen las "balandras de convoy" clase Anchusa, diseñadas para escoltar convoyes, y las "balandras dragaminas" clase Hunt, diseñadas para dragar minas.
La Royal Navy continuó construyendo buques clasificados como balandras durante el periodo de entreguerras. Estas balandras eran pequeños buques de guerra destinados para despliegues coloniales de diplomacia de cañonero, tareas de exploración y servir como escoltas de convoy en tiempos de guerra. Como no estaban destinados a desplegarse con la flota, las balandras tenían una velocidad máxima inferior a 20 nudos (37 km/h). Varias de estas balandras, por ejemplo las clase Grimsby y las clase Kingfisher, fueron construidas en el periodo de entreguerras. Los dragaminas de la flota, tales como los clase Algerine, fueron clasificados como "balandras dragaminas". La Royal Navy oficialmente dejó de emplear el término "balandra" en 1937, pero este continuó siendo ampliamente utilizado de forma general.

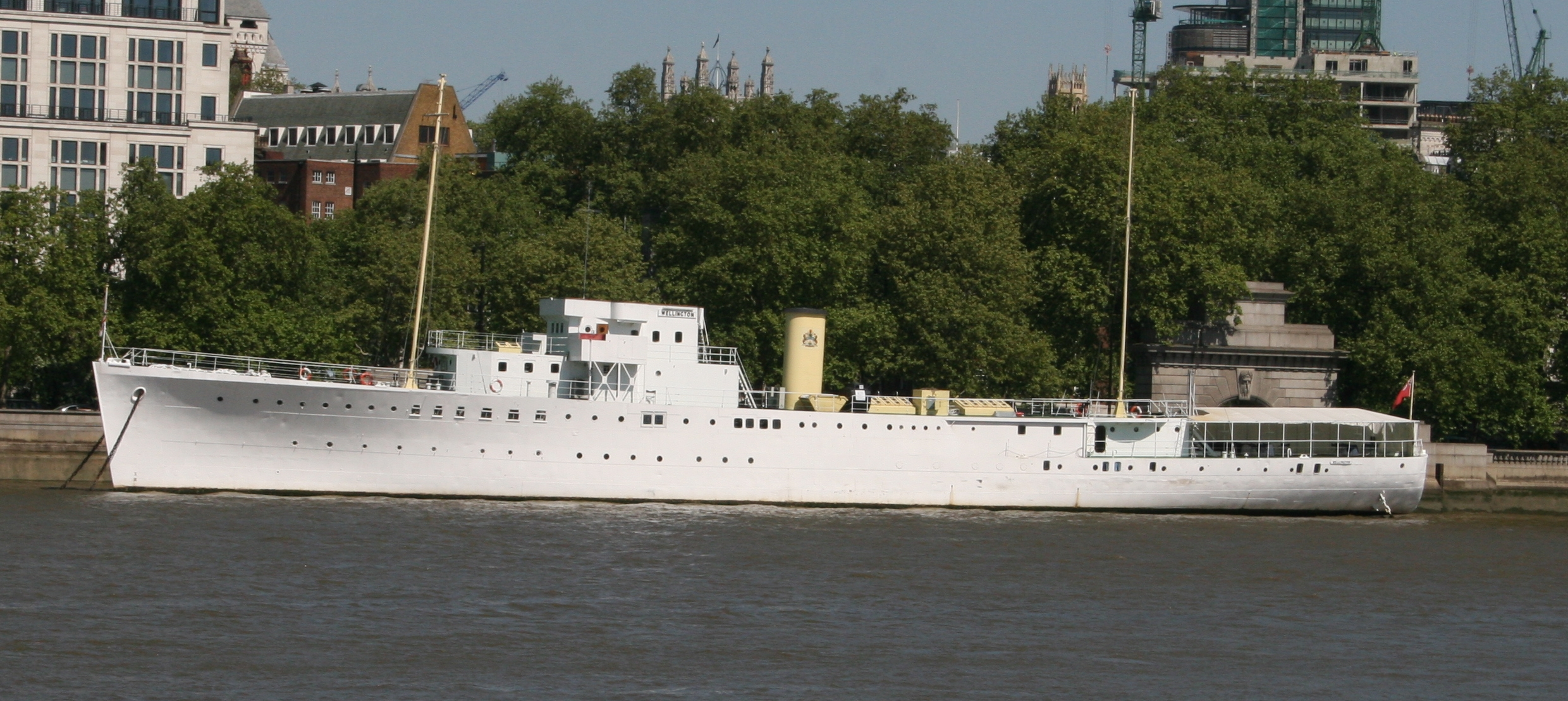
La balandra clase Grimsby HQS Wellington. Lanzada en 1934, la embarcación está amarrada en el Támesis.

### Segunda Guerra Mundial
Durante la Segunda Guerra Mundial, se construyeron 37 barcos de la clase Black Swan para escoltar convoyes. Sin embargo, los estándares de construcción y sofisticados armamentos de la balandra no permitieron su producción masiva en aquel entonces, por lo cual la balandra fue reemplazada por la corbeta y más tarde por la fragata, como el principal buque de escolta de la Royal Navy. Construidos según estándares de barco mercante y con armamento sencillo (al inicio), estos buques, en especial las corbetas clase Flower y las fragatas clase River, fueron producidas en grandes cantidades para la Batalla del Atlántico. En 1948, la Royal Navy reclasificó a sus balandras restantes como corbetas y fragatas, a pesar de que el término "balandra" oficialmente había dejado de emplearse desde hace 9 años atrás.

### Década de 2010
La Royal Navy ha propuesto un concepto, conocido como "Futura balandra de guerra clase Black Swan", como una alternativa a la Corbeta Global del programa Buque de Guerra Global.

## Balandras famosas
- HMS Resolution. El barco del capitán James Cook en el segundo y tercer viajes al Pacífico.
- USS Independence. El primer barco de guerra estadounidense.
- HMS Beagle. Una balandra con aparejo de bergantín de la clase Cherokee. Reaparejada como bricbarca de tres palos, fue el barco de Charles Darwin en su vuelta al mundo (1831-1836).